# Балабан Ісая
Ісая Балабан гербу Корчак (у світі Іван Балабан; ? — 1619 або 1620) — руський православний церковний, культурно-освітній діяч у Речі Посполитій. Небіж львівського православного єпископа Гедеона Балабана.

## Життєпис
Рідний брат власника Угорників (нині Коломийського району) Адама Балабана. Походив із шляхетської родини Балабанів, небіж львівського православного єпископа Гедеона Балабана.
Постригшись у монахи прибрав Ім'я Ісаї. 
5 квітня 1595 року Г. Балабан отримав для нього привілей на посаду львівського єпископа. Як і стрийко мав складні стосунки з Львівським ставропігійським братством. 
Гедеон Балабан захопив Унівський монастир, що був під владою митрополита, і поставив його настоятелем небожа Ісаю. 1596 року митрополит Київський, Галицький та всієї Русі Михайло (Рагоза) приєднався до унії, тож не міг обстоювати своїх прав на монастир, що тримався православної віри. 30 липня 1597 року король Сиґізмунд  III видав диплом, яким призначив Ісаю архимандритом цього монастиря. Ченці якимось чином звільнились від цієї зверхності й обрали для захисту своїх володінь Юрія Уляницького. Уляницький порозумівся з Ісаєю і передав йому монастир, а той позасилав ченців у невідомі місця. 
Гедеон Балабан визначив Ісаю своїм наступником на посаді єпископа, але Ставропігійське братство не визнавало цього. Щоб полегшити для Ісаї здобуття посади єпископа після своєї смерті, 21 січня 1602 року Гедеон уклав з братством угоду, в якій заявив, що не претендуватиме на спадковість єпископства, а єпископом стане той, кого оберуть за правилами. Про це ж заявив і Іван. Натомість Братство визнавало Гедеона патріаршим екзархом.  
Був одним із діячів Балабанівського літературно-видавничого гуртка у Стрятині та Крилосі.  
Костянтин-Василь Острозький запросив Ісаю до Острога, призначивши його ігуменом Дерманського Свято-Троїцького монастиря (1606 р.). Керував Острозькою друкарнею, яку 1603 року перенесено 1603 до Дерманського Свято-Троїцького монастиря, а після 1605 року повернуто до Острога. 
Після смерті Гедеона 10 лютого 1607 року Ісая докладав зусиль для отримання посади надалі. Попри угоду зі Ставропігійським братством спробував захопити посаду і владу єпископа, заволодівши церквами і владичими маєтками. Наполягав на тому, що 5 квітня Сиґізмунд III уже надав йому інструмент для наступництва. Проте його ненавиділо духівництво за раптові напади і відкидало Братство. Тоді втрутився латинський архиєпископ Ян Замойський і подав королю кандидатуру Євстахія Тисаровського, який згодом при висвяченні прибрав ім'я Єремії. Своїм привілеєм король призначив єпископом Тисаровського.      
Брав участь у підготовці до видання перекладу з грецької мови збірки Федора Авукара проти єретиків (1611 року), який не був виданий. У рукописі міститься похвала І. Балабану, складена від імені одного з учнів Острозької школи. У королівському привілеї 1620 року про нього згадано як про померлого.